# HMS Porpoise (S01)
Pour les autres navires du même nom, voir HMS Porpoise.
Le HMS Porpoise (pennant number : S01) est un sous-marin britannique, navire de tête de la classe Porpoise de la Royal Navy. Il a été lancé le 25 avril 1956, mis en service le 17 avril 1958 et désarmé en 1982. Enfin, il a été coulé comme cible en 1985 lors d’essais de torpilles. À cette fin, il a été peint en rouge vif.
Il avait été utilisé comme cible d’entraînement alors qu’il servait encore dans la Marine. En 1979, sa coque externe, ses ballasts et ses évents ont été renforcés afin que des torpilles non armées puissent être tirées sur lui sans risque de naufrage.
En 2000, un glacier de l’est du Groenland a été nommé en son nom.

## Accidents et incidents
Accidents notables impliquant le HMS Porpoise :
- le 18 octobre 1963, il subit des dommages superficiels au départ du port de Portsmouth, après être entré en collision avec le porte-avions HMS Centaur.
- le 1er janvier 1969, il s’empêtré dans les filets du chalutier Français Belle Poule.
- le 18 avril 1982, il s’empêtre dans les filets de pêche du chalutier irlandais Sharelga. Le Sharelga, après avoir parcouru deux miles en arrière pendant vingt minutes, a chaviré et coulé[4].